# Septoria virgaureae
Septoria virgaureae är en svampart som beskrevs av Desm. 1842. Septoria virgaureae ingår i släktet Septoria och familjen Mycosphaerellaceae.   Inga underarter finns listade i Catalogue of Life.